# Pandemia de COVID-19 na Malásia
Foi confirmado que a pandemia de COVID-19 se espalhou para a Malásia em 25 de janeiro de 2020. Em março de 2020, havia 1 030 casos confirmados da doença. Após o aumento dos casos em março, o chefe de estado Yang di-Pertuan Agong expressou suas maiores preocupações com o salto em casos positivos. Outras medidas foram anunciadas posteriormente pelo primeiro-ministro da Malásia para combater a propagação do vírus dentro do país através de uma transmissão ao vivo em todo o país em 13 de março de 2020.
Com a disseminação do vírus em todos os estados e territórios federais da Malásia em 16 de março, o governo do país anunciou que decidiu implementar uma "Ordem de Controle do Movimento" de 18 a 31 de março para conter o crescimento de casos positivos no país através do distanciamento social. As Câmaras do Procurador-Geral (AGC) da Malásia também publicaram um diário federal em 18 de março de 2020 que proíbe que indivíduos viajem para outro local, porque em todos os estados do país foram confirmados casos do novo coronavírus.